# BOYS ボーイズ (映画)
『BOYS ボーイズ』（オランダ語: Jongens）は、2014年製作・公開のオランダの映画である。思春期の少年同士の淡いラブストーリーを描いた作品。

## 略歴・概要
オランダでテレビ映画として製作され、放映後に大反響を呼んだため急遽劇場公開された作品。第33回オランダ映画祭でオランダ映画批評家賞と最優秀助演男優賞の2冠に輝き、最優秀主演男優賞にもノミネート。その後、シアトル国際映画祭をはじめとする世界の映画祭でも喝采を浴び、アメリカ、イギリス、フランス、ドイツ、ポーランド、台湾、韓国、そして日本などでの公開が決定。
日本では映画配給会社「ハーク」が配給し、令和2年（2020年）1月2日からシネマート心斎橋で、また1月17日からシネマート新宿で、それぞれ公開された。同年8月5日にはポニーキャニオンが発売元となり、DVDもリリースされている。

## ストーリー
陸上部に所属するシーヘルは、チャンピオンシップ大会に向けて結成された強化チームに選ばれ、同じく選手として選ばれた自由快活で爽やかな少年マークと出会う。ある日、練習の後、友達と泳ぎに出かけ二人きりになったマークとシーヘルは、お互いに引き寄せられるようにキスをしてしまう。ガールフレンドのイェシカと会っていても、シーヘルの頭の中にはマークが浮かんでばかり。その気持ちは友情なのか愛情なのか自分でもよくわからない。戸惑うシーヘルをよそに、マークはシーヘルに自分の感情を大胆に、まっすぐに伝えてくる。どうしていいかわからないシーヘルは徐々にマークを避けていくが、チャンピオンシップ大会の前日、ついに二人は喧嘩してしまう。生まれて初めて芽生えた抱えきれない自分の気持ちにシーヘルは胸を締めつけられる。
たった1度の15歳の眩い夏、美しい時の中、少年は本当の恋を知る。

## キャスト
- ヘイス・ブローム （Gijs Blom）：シーヘル
- コ・サンドフリット （Ko Zandvliet）：マーク（シーヘルと同じ陸上部に所属する少年。しばしばシーヘルを熱い眼差しで見つめている。）
- ヨナス・スメールデルス （Jonas Smulders）：エディー（シーヘルの兄。時に父親へ反抗的な態度をとり、非行に走りつつある。）
- トン・カス （Ton Kas）：テオ（シーヘルとエディーの父。妻には事故により先立たれており、男手一つで息子たちを育てている。）
- ロッテ・ラズー・シュルツ （Lotte Razoux Schultz）：イェシカ（シーヘルの彼女的存在。）